# Neochromis
Genre
Neochromis est un genre qui regroupe plusieurs espèces de poissons de la famille des cichlidés. Ils se rencontrent dans les eaux douces africaines.

## Liste des espèces
Selon ITIS (1 Fev. 2016) :
- Neochromis gigas Seehausen & Lippitsch in Seehausen, Lippitsch, Bouton & Zwennes, 1998
- Neochromis greenwoodi Seehausen & Bouton in Seehausen, Lippitsch, Bouton & Zwennes, 1998
- Neochromis nigricans (Boulenger, 1906)
- Neochromis omnicaeruleus Seehausen & Bouton in Seehausen, Lippitsch, Bouton & Zwennes, 1998
- Neochromis rufocaudalis Seehausen & Bouton in' Seehausen, Lippitsch, Bouton & Swennes, 1998
- Neochromis simotes (Boulenger, 1911)

FishBase (1 Fev. 2016) ne reconnaît pas ce genre et place ses espèces dans le genre Haplochromis.